# Tři Sekery
Tři Sekery är en ort i Tjeckien.   Den ligger i regionen Karlovy Vary, i den västra delen av landet, 130 km väster om huvudstaden Prag. Tři Sekery ligger 671 meter över havet och antalet invånare är 766.
Terrängen runt Tři Sekery är kuperad norrut, men söderut är den platt.Runt Tři Sekery är det ganska glesbefolkat, med 26 invånare per kvadratkilometer. Närmaste större samhälle är Mariánské Lázně, 6,5 km öster om Tři Sekery. Omgivningarna runt Tři Sekery är en mosaik av jordbruksmark och naturlig växtlighet.